# Биби Фрикотен (фильм)
«Биби́ Фрикоте́н» (фр. Bibi Fricotin) — французская кинокомедия 1951 года. Фильм основан на одноимённом комиксе Луи Фортона, созданном в 1924 году. Режиссёр Марсель Блистен. Эпизодическую роль спасателя в бассейне исполнил Луи де Фюнес. 

## Сюжет
Биби Фрикотен пытается найти сокровища предков своей подруги Катрин. После множества приключений, преодолев тысячу преград, созданных на его пути дядей и тётей девушки, Фрикотен всё-таки находит сокровище в музее.

## В ролях
- Морис Баке[англ.] — Биби Фрикотен, молодой искатель приключений
- Луи де Фюнес — спасатель в бассейне
- Колетт Дарфей — провидица мадам Сьюзи Фатма
- Николь Фрэнсис — Катрин, подруга Биби Фрикотена
- Александр Рино — месье Тартазан, фокусник и дядя Катрин
- Поль Деманж — куратор музея
- Ив Робер  — Антуан Гардон, детектив и  прядильщик на фабрике Passe Partout
- Милли Матис —  мадам Тартазан, тетя Кэтрин
- Жак Фамери — репортёр
- Жак Дюфильо — одноногий дядюшка
- Лукас Гриду —  налоговый инспектор
- Рене Флюэ — трактирщик
- Гил Видаль — посетитель ресторана
- Лор Пайетт — галантерейщик, продавец матрасов
- Франк Морис — торговец на барахолке
- Жан-Пьер Моки  — Пьер

## Производство
Работа над фильмом началась в 1949 году. Адаптировать приключения персонажа взялись сценаристы Морис Анри и Артюр Харфо, которые уже работали вместе (в частности, над оригинальным комиксом). Художественным директором картины стала Адриенна де Вилье. Премьера изначально была запланирована на 3 апреля 1950 года, но состоялась только 12 апреля 1951 года. 19 апреля еженедельный журнал L'Écran français поместил фотографию Мориса Баке в образе Биби Фрикотена на обложку.

## Восприятие
Критики встретили фильм доброжелательно, чему способствовала популярность первоисточника. Однако впоследствии картина не завоевала популярность: так на агрегаторе IMDb по состоянию на 2022 год она имеет рейтинг 4,8/10 на основе всего 50 пользовательских оценок. Пользователь AlloCiné так отозвался о «Биби Фрикотене»: 

Я не сомневаюсь, что фильм следует сюжетам комикса «Биби Фрикотен», но тогда перенос на киноэкран находится на грани полной катастрофы. Ужасает полное отсутствие сюжета. Вроде всё в порядке: темп быстрый, ужасно быстрый, но сценария, строго говоря, нет. Фильм начинается внезапно, настолько, что мы не знаем, кто есть кто, кто что делает, что происходит и почему. Ответы в фильме так и не будут даны!Оригинальный текст (фр.)Je ne doute pas que ce film soit relativement fidèle à Bibi Fricotin, mais alors la transposition cinématographique est à la limite de la catastrophe totale.
Un point terrible c’est l’absence complète d’histoire. Alors d’accord le rythme est véloce, terriblement véloce, mais il n’y a strictement aucun scénario. Le film commence abruptement, si bien qu’on ne sait pas qui est qui, qui fait quoi, pourquoi, et que beaucoup de réponses ne seront pas données dans le film!

Схожи оценки кинокритика Джеймса Трэверса, основателя и автора сайта FrenchFilms.org, сетующего на то, что у французского кинематографа долгая и бесславная история адаптации комиксов. Однако Трэверс отмечает игру главного актёра: «Баке придаёт фильму заметный комизм, и в некоторых сценах он неотразимо смешон. Эпизод в ресторане […] вполне мог быть написан для Бастера Китона в период его расцвета».